# Hudson (Wisconsin)
Pour les articles homonymes, voir Hudson.
La ville de Hudson est le siège du comté de Sainte-Croix, dans l’État du Wisconsin, aux États-Unis. Sa population s’élevait à 12 719 habitants lors du recensement de 2010, estimée à 13 706 habitants en 2017.
Hudson fait partie de l'agglomération de Minneapolis-Saint Paul.

## Source
- (en) Cet article est partiellement ou en totalité issu de l’article de Wikipédia en anglais intitulé « Hudson, Wisconsin » (voir la liste des auteurs).